# 龜城市
龜城市（朝鲜语：／ Kusŏng si */?）是朝鮮民主主義人民共和國平安北道的一個市，位於該道中南部。面積666.8平方公里。

## 區劃史
朝鮮王朝時期設郡。1967年建市。

## 下轄區劃
下分二十四洞、十八里。